# Cladaster latus
Cladaster latus är en sjöstjärneart som beskrevs av McKnight 2006. Cladaster latus ingår i släktet Cladaster och familjen ledsjöstjärnor.
Artens utbredningsområde är havet kring Nya Zeeland. Inga underarter finns listade i Catalogue of Life.